# Powietrze
Powietrze (łac. aer) – mieszanina gazów i aerozoli składająca się na atmosferę ziemską. Pojęcie jest stosowane przede wszystkim w odniesieniu do tej części powłoki gazowej, której chemiczny skład jest wyrównany wskutek cyrkulacji gazów w troposferze (zob. homosfera, warstwa o grubości do 100 km), bywa jednak odnoszone również do wszystkich sfer ziemskiej atmosfery, o różnym składzie chemicznym i właściwościach fizycznych.
W przednaukowej filozofii przyrody, w klasycznej koncepcji Empedoklesa, rozwiniętej następnie przez Arystotelesa, powietrze było uważane za jeden z czterech żywiołów.

## Właściwości fizyczne powietrza
Powietrze jest bezbarwne, bez smaku, słabo rozpuszczalne w wodzie. Skroplone powietrze jest bladoniebieskie. Gęstość powietrza zależy od ciśnienia, temperatury oraz składu; dla suchego powietrza, przy ciśnieniu atmosferycznym, na poziomie morza, w temperaturze 20 °C wynosi około 1,2 kg/m³. Temperatura topnienia zestalonego powietrza wynosi około −213 °C, a temperatura wrzenia około −191 °C.

## Skład powietrza

Skład procentowy powietrza

Skład mieszaniny gazów, występujących w najniższej części ziemskiej atmosfery, zmieniał się w historii Ziemi w bardzo szerokim zakresie (np. zmiany stężenia CO2). Atmosfera zawierająca tlen („trzecia atmosfera” w ewolucji Ziemi, „powietrze”) powstawała stopniowo, po osiągnięciu ewolucyjnego sukcesu przez organizmy fotosyntetyzujące. W kolejnych epokach geologicznych stężenia głównych składników powietrza wahały się, co bywało zarówno skutkiem, jak i przyczyną zmian klimatu (sprzężenia zwrotne). Współcześnie zawartość głównych składników powietrza zmienia się w niewielkim stopniu – zwane są one składnikami stałymi; zawartość niektórych składników zmienia się – zwane są one składnikami zmiennymi.
| Składnik        | %        | ppm     |
| --------------- | -------- | ------- |
| azot            | 78,084   | 780 840 |
| tlen            | 20,946   | 209 460 |
| argon           | 0,934    | 9340    |
| dwutlenek węgla | 0,0411   | 411     |
| neon            | 0,00181  | 18,18   |
| hel             | 0,00052  | 5,24    |
| metan           | 0,00017  | 1,70    |
| krypton         | 0,00011  | 1,14    |
| wodór           | 0,00005  | 0,50    |
| ksenon          | 0,000008 | 0,087   |

Zawartość dwutlenku węgla wykazuje zmienność (patrz: dwutlenek węgla w atmosferze Ziemi). Jest monitorowana m.in. przez Mauna Loa Observatory.
Ponadto powietrze zawiera parę wodną, przy czym jej zawartość silnie zmienia się z wysokością nad powierzchnią Ziemi, czasem, temperaturą, nasłonecznieniem itd. Przy powierzchni waha się w granicach 0,5–4,0%.
Inne składniki zmienne:
(różne, w zależności od położenia geograficznego, rozwoju przemysłu (głównie ciężkiego), pory roku i innych sytuacji, np. erupcji wulkanu)
- tlenek diazotu – 0,3 ppm
- ozon – zmiennie do 0,07 ppm
- dwutlenek siarki – silnie zmienny, zależny od zanieczyszczeń przemysłowych

Zawiesiny
- składniki mineralne: pył, sadza
- składniki organiczne: drobnoustroje, zarodniki roślin

Suche powietrze ma średnią masę molową 28,97 g/mol.

## Wilgotność
Powietrze zawiera różną, zależną od warunków otoczenia, ilość pary wodnej. Zawartość pary wodnej w powietrzu jest zależna od wielu czynników i zmienia się w zakresie 0–4%.
Do oceny stopnia wilgotności powietrza stosuje się dwie wielkości:
- wilgotność bezwzględną, określającą ilość wody w gramach zawartej w 1 m³ powietrza, przy określonym jego ciśnieniu i temperaturze (zwykle są to warunki normalne fizyczne lub techniczne);
- wilgotność względną, określającą stosunek ilości pary wodnej zawartej w 1 m³ powietrza, przy określonym ciśnieniu i temperaturze, do ilości pary wodnej nasyconej w tej samej temperaturze i ciśnieniu powietrza. Stosunek ten podaje się w procentach lub w postaci ułamka.

## Powietrze w technice
Sprężone powietrze wykorzystywane jest jako nośnik energii.
W pneumatyce przygotowanie sprężonego powietrza, realizowane w specjalnych urządzeniach (elementach), polega na:
- usunięciu z niego zanieczyszczeń,
- redukcji ciśnienia do wymaganego poziomu,
- wprowadzeniu czynnika smarnego (dla mechanizmów, które tego wymagają).

Powietrze oczyszczone powinno charakteryzować się:
- brakiem wody w postaci kropel; woda w postaci pary jest dopuszczalna, gdy punkt rosy występuje przy temperaturze niższej o 5–10 °C od najniższej temperatury pracy układu napędowego;
- zanieczyszczeniami mechanicznymi poniżej 5 mikrometrów, przy udziale wagowym do 0,7 mg/m³ w warunkach normalnych fizycznych;
- niewystępowaniem olejów oraz innych cieczy w postaci kropel. Konstruktor i użytkownik urządzeń pneumatycznych, znając najniższe temperatury w nich występujące, powinien ocenić, czy przy danej wilgotności powietrza zasilającego może wystąpić szkodliwe skraplanie się wody zawartej w postaci pary w sprężonym powietrzu (tzn. czy zostanie osiągnięty punkt rosy).

Aby zapewnić prawidłową pracę urządzeń
pneumatycznych, należy tak osuszać zasilające je powietrze, żeby jego
wilgotność względna w najniższej temperaturze pracy nie przekroczyła
80%. Powietrze opuszczające stację kompresorową ma zwykle temperaturę o 10–15 °C wyższą od temperatury otoczenia. Podczas stygnięcia powietrza w instalacji pneumatycznej następuje skroplenie się pary wodnej. Aby skroplona woda nie dostawała się do instalacji sprężonego powietrza, stosuje się urządzenia osuszające sprężone powietrze.